# Михайлов Богдан Іванович
Богда́н Іва́нович Миха́йлов — лейтенант Збройних сил України, учасник російсько-української війни.

## Нагороди
За особисту мужність і героїзм, виявлені у захисті державного суверенітету та територіальної цілісності України, вірність військовій присязі під час російсько-української війни, старший сержант Богдан Михайлов відзначений — нагороджений
- 27 червня 2015 року — орденом «За мужність» III ступеня.